# Ölwechsel

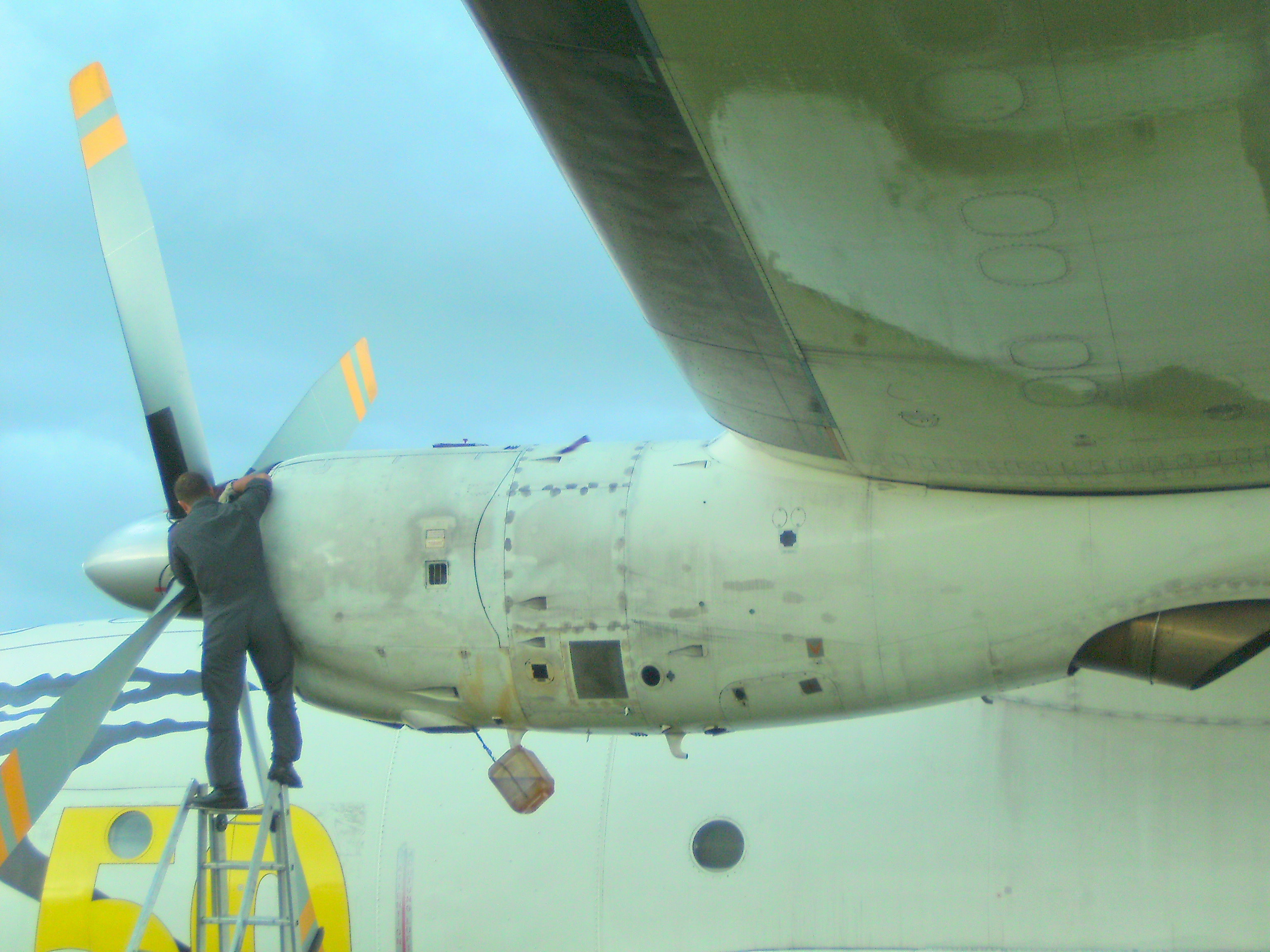
Getriebeölwechsel bei einer Transall C-160

Als Ölwechsel bezeichnet man das Ersetzen verbrauchten Schmieröls durch frisches Öl in Maschinengetrieben, Motoren oder Maschinen mit Umlaufschmierung.

## Wechsel
Der Zeitpunkt oder das Intervall des Ölwechsels und die zu verwendende Ölsorte werden von den Herstellern von Maschine oder Fahrzeug festgelegt. Dieser Zeitpunkt ist sowohl von der zeitlichen Alterung des Öls als auch von den Umgebungsbedingungen und der Gebrauchsintensität der Maschine abhängig. Bei Fahrzeugen werden diese Intervalle häufig anhand der Kilometerleistung oder kombiniert nach Laufleistung und Zeitablauf, bei anderen Maschinen anhand der Betriebsstunden bestimmt. Andere Fahrzeuge bestimmen den Zeitpunkt nach Parametern, die von den Sensoren der Fahrzeugelektronik erfasst und ausgewertet werden und Rückschlüsse auf die tatsächliche Beanspruchung des Öls zulassen.
Variable Ölwechselintervalle können durch eine geeignete Ölqualitätssonde auf Fälligkeit geprüft werden, die meist auch Ölstand und -temperatur misst. Bei industriellen Großaggregaten wird außerdem regelmäßig die Ölqualität durch Untersuchung von Ölproben geprüft und so der optimale Zeitpunkt für einen Teil- oder Komplettaustausch des Öls bestimmt.

## Beanspruchung des Schmieröls im Verbrennungsmotor

### Aufgaben des Schmieröls
Motoröl wird bei Motoren mit Druckumlaufschmierung durch eine Ölpumpe von einem Reservoir (Ölwanne, Öltank) angesaugt und durch einen Ölfilter an die verschiedenen Stellen im Motor gepumpt, die der Schmierung bedürfen. Dies sind hauptsächlich die Gleitlager von Kurbelwelle und Nockenwelle, die Pleuellager, die Lager von Turboladern, der Ventiltrieb sowie die Laufbuchsen der Motorzylinder. Auch als Betriebsmedium für hydraulische Aktuatoren wird das Drucköl verwendet, z. B. für Nockenwellenverstellungen. Bei Blockmotoren kommt noch die Schmierung des Getriebes und der Kupplung hinzu. Ferner dient das Motoröl – besonders bei luftgekühlten Motoren – als Kühlmedium, das Wärme von thermisch hoch belasteten Regionen im Motor, wie Kolbenböden, Zylinderkopf oder Lagerkammern von Turboladern wegtransportiert. Um eine ordnungsgemäße Schmierung unter allen Betriebszuständen zu erzielen, muss das Motoröl – neben anderen definierten Eigenschaften – eine bestimmte Viskosität haben.

### Verschleiß und Verbrauch
Motoröl ist einem stetigen Verschleiß- und Alterungsprozess ausgesetzt. Neben der Aufnahme von Abrieb aus den verschiedenen Lagerstellen, die nur teilweise durch den Ölfilter wieder entfernt werden können, wird das Öl durch Blowby-Gase chemisch beansprucht, die unverbrannten Kraftstoff oder Verbrennungsprodukte aus dem Brennraum an den Kolbenringen vorbei in das Kurbelgehäuse transportieren, in dem sich das Motoröl befindet.
Ferner ist erforderlich, dass bei jedem Kolbenhub ein mikroskopisch dünner Ölfilm auf der gehonten Laufbuchsenwand verbleibt und nicht abgestreift wird, um den Kolben im Zylinder zu schmieren und eine Feinabdichtung zu erzielen. Dieses Öl gelangt auf diese Weise in den Verbrennungsraum und wird dort verbrannt. Weitere Stellen, an denen Ölverbrauch auftritt, sind die Ventilschaftdichtung, die als Gleitdichtungen den Ansaugtrakt am oberen Ende des Ventilschaftes gegen den Ölraum im Zylinderkopf abdichten. Ferner geht Öl durch Schwitz- und Tropfverluste, z. B. an Wellendichtringen oder Gehäusedichtungen, verloren. Dadurch sinkt der Ölstand im Motor nach und nach ab. Aus diesem Grunde ist es ratsam, regelmäßig den Ölstand zu kontrollieren. Übermäßig erhöhter Verbrauch kann durch einen Schaden an Zylinderkopfdichtung, Ventildichtungen oder einem Kolbenring verursacht werden, selten jedoch auch durch Risse im Zylinderkopf oder Motorblock.

### Ölvermehrung und Ölverdünnung
Durch Einschleppen von unverbranntem Kraftstoff in die Motorölfüllung kann die Schmierfähigkeit des Öls und seine chemische Zusammensetzung ebenfalls nachteilig beeinflusst werden. Ursache können unter anderem Regenerationszyklen von Dieselpartikelfiltern sein, aber auch bei dauerndem Kurzstreckenbetrieb mit kaltem Motor schlagen sich vermehrt Kondensate von unverbranntem Kraftstoff im Motoröl nieder.

### Ölstandsmessung

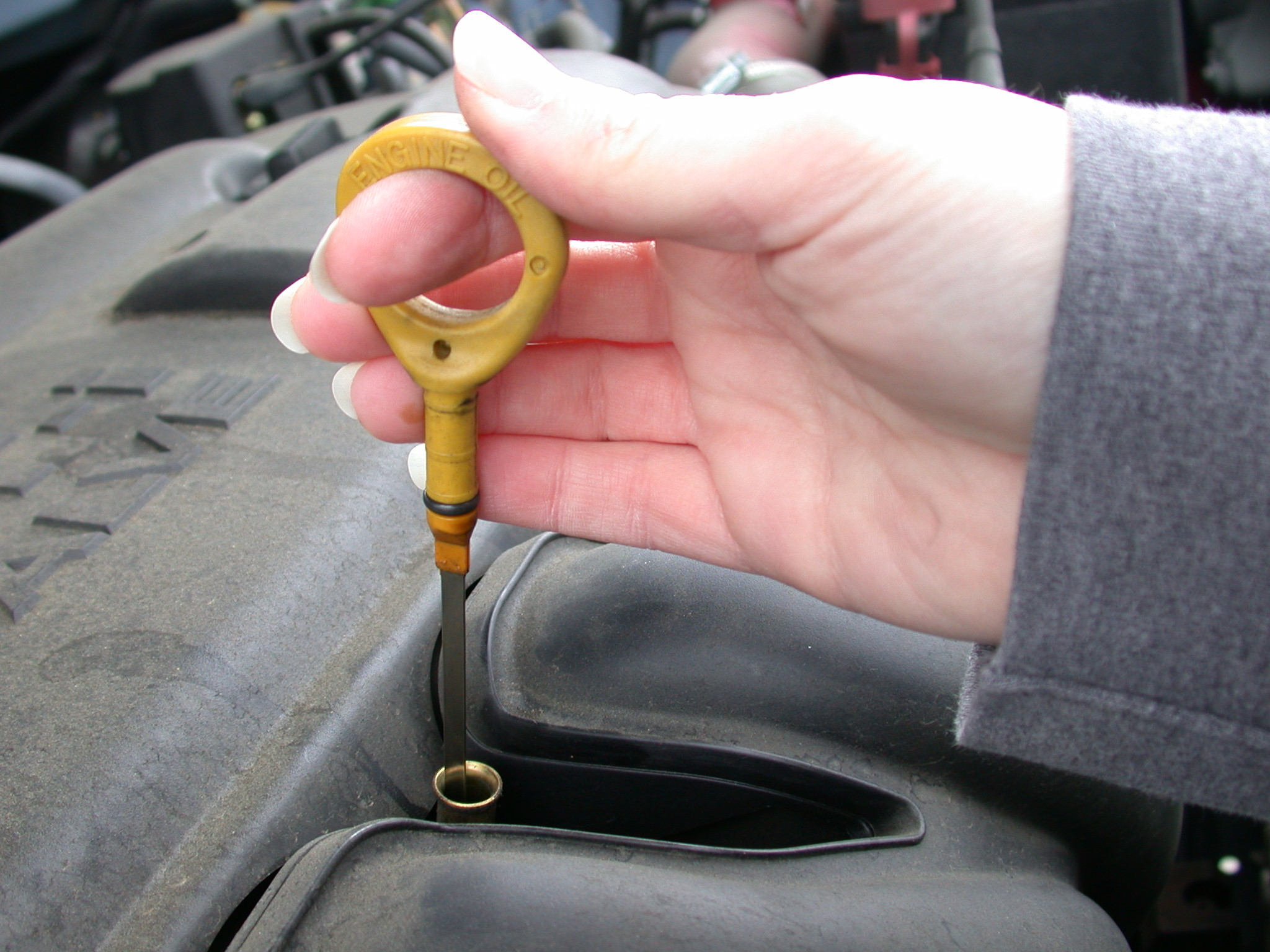
Ölmessstab

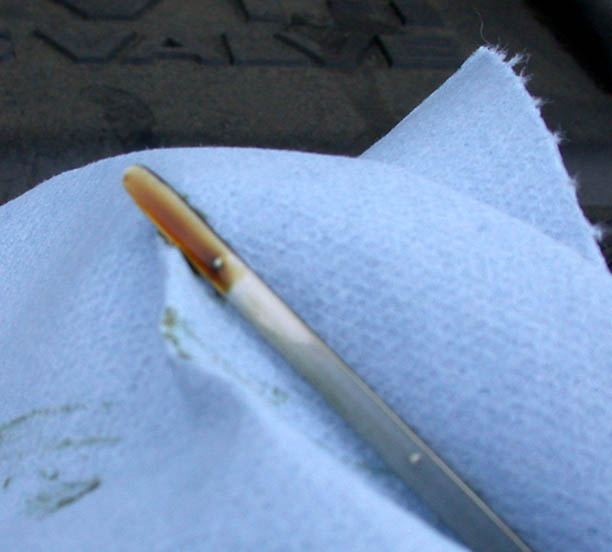
Ölmessstab unteres Ende mit Markierungen für minimalen und maximalen Ölstand

Der Ölmessstab (auch Peilstab oder Ölstab genannt) oder ein Schauglas zeigt an, wie viel Öl sich noch im Reservoir (z. B. Ölwanne) befindet. Der Ölstand ist vom Hersteller vorgegeben und sollte sich zwischen einem definierten Minimum und Maximum befinden. Zur Messung sollte das Fahrzeug auf ebener Fläche stehen und in einem in der Bedienungsanleitung vorgegebenem Zustand sein – oft ist beispielsweise der Ölstand nach Anleitung bei abgestelltem Motor in betriebswarmem Zustand zu messen. Danach ist der Ölmessstab herauszuziehen, zu reinigen und nochmals vollständig einzuschieben, da sonst im Inneren des Motors vom Zylinderkopf auf den Messstab gefallene Öltropfen einen erhöhten Ölstand vortäuschen könnten. Nun kann man den Messstab wieder herausziehen und den Ölstand ablesen.
Ölstand über Maximum führt dazu, dass die Kurbelwelle ständig ins Öl schlägt und es dadurch aufschäumt; der Ölschaum schmiert schlecht und kann Schäden hervorrufen. Zudem bremst der Schaum die Spritzweite des Öls, so dass die Kolbenlauffläche nicht ausreichend geschmiert wird. Überfüllung hat noch einen weiteren Nachteil: Bei zu hohem Ölstand können wichtige Entlüftungsbohrungen des Kurbelgehäuses vom Ölspiegel überdeckt werden, was dazu führt, dass überschüssiges Öl über die Kurbelgehäuseentlüftung in den Ansaugtrakt gelangt und im Motor verbrannt wird. Dies kann erheblich höhere Verbrennungstemperaturen, Nachglühen auf der Oberfläche des Zylinderkopfes und bei Benzinmotoren Klopfen durch vorzeitige Zündung im nächsten Zyklus und damit Schäden an vielen Bauteilen des Motors bis hin zum kapitalen Motorschaden und des Katalysators zur Folge haben.

Öldruckkontrollleuchte

Bei zu geringem Ölstand muss Öl nachgefüllt werden, um zu verhindern, dass die Ölpumpe Luft ansaugt, was einen Öldruckabfall hervorrufen würde. Ein solcher wird durch die Öldruckwarnleuchte signalisiert. Wenn diese aufleuchtet, wird der Motor bereits geschädigt. Daher werden bei einigen Fahrzeugen Ölstandsensoren eingebaut, die zu geringen Ölstand schon vor einem Absinken des Öldrucks anzeigen. Die Öldruckleuchte wird vom zündungsgeschalteten Plus vom Öldruckschalter auf das Motorgehäuse als Minuspol geschaltet. Der Öldruckschalter sitzt im Ölkanal hinter der Pumpe und nach dem Ölfilter. Der Öldruck öffnet den Kontakt. Öldruckschalter können mit verschiedenen Schaltdrücken abmessungsgleich verfügbar sein. Mehrpolige Öldruckschalter haben zusätzliche Schalter, die potentialneutral zum Gehäuse sind oder Sensorkontakte für Öldruck- und Öltemperaturmessung oder sind in ein Bussystem integriert.

## Ölwechsel beim Automobil
Bei Kraftfahrzeugen ist mit einem Ölwechsel in der Regel der Austausch des Motoröls gemeint. Auch im Hauptgetriebe und teilweise in den Verteilergetrieben ist Schmieröl enthalten, in Automatikgetrieben, Servolenkungen oder Lenkgetrieben je nach Bauart auch Hydrauliköl; diese haben überwiegend eine viel höhere Lebensdauer, da sie den Verbrennungsprozess nicht tangieren. Sie müssen keine hohen Temperaturen aushalten und weder Treibstoffreste noch Rußpartikel aufnehmen.
Laut Hersteller- und Werkstattangaben soll auch bei Fahrzeugen, die nur 10.000 Kilometer oder weniger im Jahr zurücklegen, alle 12 bis 18 Monate ein Ölwechsel vorgenommen werden; laut Wearcheck (dem per 2008 größten unabhängigen Ölprüflabor Deutschlands) soll hingegen ein Ölwechsel – wenn überhaupt – erst nach vielen Jahren notwendig sein. Hersteller begründen den regelmäßigen Wechsel damit, dass auch bei geringer Kilometerleistung es durch Alterung zu Qualitätsverlust der Schmiereigenschaften kommt, was mit erhöhtem Verschleiß und der Gefahr eines Kolbenfressers verbunden ist. Diesen Alterungsprozessen unterlägen Mineralöle stärker als synthetische.
Zunächst muss das alte Öl abgelassen und aufgefangen werden. Dazu dient die Ölablassschraube, die nahe der tiefsten Stelle des Motors sitzt. Sie ist teilweise seitlich und damit geschützt angebracht. Öffnet man diese, läuft das Öl aus dem Motor und muss in einem dichten Behälter aufgefangen werden.
Motoröl darf keinesfalls in die Umwelt gelangen (Umweltverschmutzung stellt einen Straftatbestand dar). Altöl kann in Deutschland beim Kauf von neuem Öl abgegeben werden.
Zumeist sollte mit dem Ölwechsel auch der Ölfilter getauscht werden. Dieser Filter fängt Schmutz und Metallteilchen auf, kann dies aber nur so lange, bis die Kapazität des Filters erschöpft ist. Es gibt abmessungs- und gewindegleiche Filter, die verschiedene Durchflusswiderstände haben.
Für das Wiederbefüllen mit neuem Öl gibt es Mengenvorgaben mit und ohne Ölfilter. Die Kontrolle des Ölstandes erfolgt mittels des motoreigenen Ölpeilstabes.
Motorspezifische Ölspezifikationen sind in jedem Fall als Mindestvoraussetzung maßgeblich. Dies ist in Handbüchern und Betriebsanleitungen vermerkt. Wird der Motor unter geänderten Umständen wie beispielsweise anderem Klima betrieben (was andere Anforderungen an die Viskosität hat) oder mit Autogas statt Benzin (Gas verbrennt heißer als Benzin), können sich die Anforderungen an das Öl ändern. Bei dem Betrieb mit Autogas entstehen keine Verunreinigungen durch Kraftstoffbestandteile und weniger Ruß. Beim Mischen (durch Nachfüllen) von Ölen sollte die gleiche Viskosität verwendet werden. Die Bezeichnung von Motoröl-Sorten (z. B. 5W-40) ist immer gleich zu interpretieren: je geringer die Zahl vor dem Buchstaben W ist, umso flüssiger ist das Öl bei niedrigen Temperaturen. Die zweite Zahl beschreibt die Viskosität bei einer Temperatur von 100 °C. Neben den herkömmlichen Mineralölen können auch Synthetik- oder auch Leichtlauföle verwendet werden. Zwar enthalten alle 3 genannten Gruppen Zusatzstoffe, die zwei letztgenannten reduzieren allerdings die Reibung im Motor intensiver, was sich wiederum positiv auf den Kraftstoffverbrauch auswirken kann.
Bei Oldtimern, die über keinen Ölfilter verfügen, müssen unlegierte Motoröle verwendet werden. Unlegierte Öle bilden am Ölwannenboden Ölschlamm, der in einem gewissen Maße unerwünschte Fremdkörper und Motorabrieb bindet. Beim Ölwechsel muss die Ölwanne demontiert und vom Ölschlamm gereinigt werden.